# Abdelkader Reguig (football)
Pour les articles homonymes, voir Abdelkader Reguig.
Abdelkader Reguig (ou Reguieg), dit « Pons », né le 16 janvier 1938 à Oran (Algérie) et mort le 27 mai 1999 à Oran,, est un footballeur international algérien.
Il compte une sélection en équipe nationale en 1965.

## Carrière
Orphelin de père, Pons s'engage très jeune dans les combats de la guerre d'Algérie. Impliqué dans une série d'actions menée une nuit de septembre 1957, il est arrêté et torturé, puis écroué jusqu'en mai 1962.
Reguig joue pour l’ASM Oran à sa sortie de prison. Initialement arrière latéral, côté droit, il se reconvertit avec succès au poste d'attaquant, où il se fait notamment une spécialité des retournés acrobatiques. Il est appelé à plusieurs reprises en équipe d'Algérie en 1964 et 1965, et compte une apparition officielle en novembre 1965,.
Il est le meilleur buteur du championnat algérien en 1965-1966, avec 20 buts.
Il est l'entraîneur-joueur de l'ASM, son club de toujours, à 34 ans, au début des années 1970.
Après sa carrière de sportif, il devient chauffeur au journal La République. Un jubilé est organisé en son honneur en 1997.

## Statistiques en club
| Saison                | Club                  | Championnat           | Championnat | Championnat | Coupe(s) nationale(s) | Coupe(s) nationale(s) | Total | Total |
| Saison                | Club                  | Division              | M.          | B.          | M.                    | B.                    | M.    | B.    |
| 1962-1963             | ASM Oran              | 1                     | 15          | +2          | -                     | -                     | 15    | 2     |
| 1963-1964             | ASM Oran              | 1                     | 30          | 21          | -                     | -                     | 30    | 21    |
| 1964-1965             | ASM Oran              | 1                     | 28          | 10          | 1                     | 0                     | 29    | 10    |
| 1965-1966             | ASM Oran              | 1                     | 28          | 20          | 3                     | 4                     | 31    | 24    |
| 1966-1967             | ASM Oran              | 1                     | 20          | 6           | 2                     | 1                     | 22    | 7     |
| 1967-1968             | ASM Oran              | 1                     | 20          | 5           | 2                     | 0                     | 22    | 5     |
| 1968-1969             | USM Oran              | 3                     | -           | 7           | -                     | -                     | 0     | 7     |
| 1969-1970             | ASM Oran              | 2                     | -           | 10          | 2                     | 0                     | 2     | 10    |
| 1970-1971             | ASM Oran              | 2                     | -           | +8          | -                     | -                     | 0     | 8     |
| 1971-1972             | ASM Oran              | 1                     | -           | 9           | -                     | -                     | 0     | 9     |
| 1972-1973             | ASM Oran              | 1                     | -           | -           | -                     | 1                     | 0     | 1     |
| Total sur la carrière | Total sur la carrière | Total sur la carrière | +150        | +98         | +11                   | +6                    | 161   | 104   |